# Xenillus fusifer
Xenillus fusifer är en kvalsterart som beskrevs av Balogh och Sandór Mahunka 1977. Xenillus fusifer ingår i släktet Xenillus och familjen Xenillidae. Inga underarter finns listade i Catalogue of Life.